# Ультразвуковой термояд
Ультразвуково́й термоя́д — условное название для методики запуска термоядерной реакции во время сонолюминесценции.

## Сообщение о наблюдении термояда в экспериментах2002 года

### Оригинальная работа
История вопроса начинается с работы R. P. Taleyarkhan, C. D. West, J. S. Cho, R. T. Lahey, R. I. Nigmatulin, and R. C. Block. «Evidence for Nuclear Emissions During Acoustic Cavitation». Science 295, 1868—1873 (2002), в которой представлены результаты эксперимента по сонолюминесценции в ацетоне, C3H6O, и «тяжёлом» (дейтерированном) ацетоне, C3D6O. Сонолюминесцентная кавитация инициировалась с помощью внешнего нейтронного пучка. При проведении опытов с тяжёлым ацетоном наблюдался повышенный выход нейтронов с энергией 2,45 МэВ (мегаэлектронвольт), а также повышенная активность образца жидкости с тритием (1p,2n). Оба этих сигнала имели существенную статистическую значимость, что позволило авторам прийти к выводу, что в процессе сонолюминесценции запускалась термоядерная реакция слияния дейтерия. Теоретическая модель явления, построенная авторами, показывала возможность достижения температуры порядка миллионов кельвинов в процессе схлопывания сонолюминесцентного пузырька, что вполне могло бы привести к термоядерной реакции.

### Критика оригинальной работы
Поскольку эта работа — ещё на стадии рецензирования — вызвала повышенный интерес, нашлось несколько экспериментальных групп, готовых повторить те же самые измерения на той же самой установке в том же самом режиме, но со своими приборами регистрации (то есть со своим сцинтиллятором и своей системой отбора нейтронных событий). Результаты этого анализа опубликованы в D. Shapira and M. Saltmarsh, Nuclear Fusion in Collapsing Bubbles—Is It There? An Attempt to Repeat the Observation of Nuclear Emissions from Sonoluminescence, Phys. Rev. Lett. 89, 104302 (2002) и не подтверждают заявления авторов. Однако, авторы оригинальной работы комментируют этот независимый эксперимент (R.P. Taleyarkhan et al., Comment on the Shapira and Saltmarh report), и их вывод звучит несколько парадоксально: на основании тех же данных они делают заключение, что он вполне подтверждает их открытие.
Стоит отметить также замечание, сделанное в статье Y. Didenko and K. Suslick, Nature 418, 394 (2002), в которой экспериментально изучались химические реакции в условиях сонолюминесцентной вспышки. Было отмечено, что многочисленные эндотермические реакции, сопровождающие нагрев пузырька в органической жидкости, в частности, в ацетоне, будут сильно препятствовать достижению столь высоких температур. Более того, они показали, что температуры при сонолюминесценции в органических жидкостях должны быть ниже, чем при сонолюминесценции в воде, что идёт вразрез с заявленными миллионами кельвинов.
Также, было отмечено, что энергия зарегистрированных нейтронов была гораздо выше энергии нейтронов, образующихся в ходе термоядерного синтеза, на что группа Талейархана возразила, что отклонение находится в приемлемых границах.

## Позднейшие работы
В марте 2004 года была опубликована вторая статья той же исследовательской группы R.P. Taleyarkhan et al. Additional evidence of nuclear emissions during acoustic cavitation, Phys. Rev. E 69, 036109 (2004) (недоступная ссылка), в которой докладываются результаты улучшенного эксперимента. Энергия наблюдаемых нейтронов по-прежнему не соответствует энергии нейтронов, образующихся в ходе термоядерной реакции. Напротив, Б. Наранхо (B. Naranjo) публикует статью, где показывает, что энергетический спектр наблюдаемых нейтронов соответствует радиоактивному распаду калифорния-252.
В мае 2005 года появилась статья бывших студентов Талейархана Yiban Xu and Adam Butt, Nuclear Engineering and Design 235, 1317 (2005), в которой сообщаются результаты новых экспериментов, подтверждающие заявленное ранее наблюдение ультразвукового термояда. Однако, как пишут сами авторы, эксперимент проводился на той же самой установке и по той же самой схеме, что и ранее, причем без анализа систематических погрешностей эксперимента, и по точности не превосходил более ранние опыты. Эта работа так и оставила без ответа критические замечания скептиков, и потому научное сообщество встретило это сообщение очень прохладно, см. популярную заметку Ультразвуковой термояд: эпизод третий на сайте Элементы.ру. Кроме того, статья стала причиной внутреннего расследования в адрес самого Талейархана, который, по выводам комиссии, намеренно исключил себя из списка авторов и добавил автора, не имевшего отношения к работе, чтобы создать видимость независимого исследования.
Эдвард Форринджер (Edward Forringer) из техасского университета Леторнье в ноябре 2006 года сообщил об успешном воспроизведении наблюдений Талейархана во время своих экспериментов. Примечательно, что он не использовал внешний источник нейтронов для инициации сонолюминесценции. Было показано, в частности, что образовывавшиеся в настольном реакторе нейтроны, являющиеся «маркером» протекания термоядерной реакции, не связаны с использовавшимся в экспериментах радиоактивным изотопом калифорния.
В настоящее время ситуация далека от разрешения. Требуется полностью независимая перепроверка экспериментов.

## Расследование поведения Талейархана
В 2006 году руководство университета Пердью, в котором в настоящее время работает профессор Рузи Талейархан, рассмотрело результаты работы Талейархана и не нашло в них признаков фальсификаций, требующих дальнейшего расследования.
18 июля 2008 года в специальном пресс-релизе университета Пердью было сообщено о том, что специальный следственный комитет, в состав которого вошли представители пяти академических структур, сделал свои выводы.
Талейархан был обвинен в научной недобросовестности по двум пунктам. Во-первых, Талейархан включил в соавторов работы сотрудника, внесшего в неё недостаточно значительный вклад. Во-вторых, профессор утверждал, что его работа получила независимое подтверждение, в то время как это «подтверждение» было выполнено его учениками. Обвинения в фальсификации результатов не нашли подтверждения в ходе расследования. Так, например, искажение спектра нейтронов, вызванное размещением льда между камерой и детектором, было сочтено добросовестным заблуждением, так как профессор Талейархан мог не знать о подобном эффекте. Свидетельства, полученные в ходе расследования, говорят о том, что авторы оригинальной статьи не вникали в тонкости работы детекторов нейтронов, полагаясь исключительно на разницу сигналов между дейтерированной и недейтерированной жидкостью.